# Thomisus whitakeri
Thomisus whitakeri är en spindelart som beskrevs av Gajbe 2004. Thomisus whitakeri ingår i släktet Thomisus och familjen krabbspindlar. Inga underarter finns listade i Catalogue of Life.